# Fernand Rauzena
Fernand Nazereau, dit Fernand Rauzena, né le 24 septembre 1900 à Rennes (Ille-et-Vilaine) et mort le 20 août 1976 à Dijon (Côte-d'Or), est un acteur français.

## Biographie
Fernand Rauzena naît le 24 septembre 1900 à Rennes, en Ille-et-Vilaine. Il a un frère, Jean (1906-1970), également acteur.
Dans les années 1930, il est très proche de Pierre Dac notamment au sein de la Société Des Loufoques ou SDL, où il incarne des personnages au nom délirant : tel que Capitaine Adhémar de la Cancoillotte, Léopold Lavolaille et bien entendu GKW Van den Paraboum. Les sessions de la SDL sont retransmises à la radio dans une émission animée par Pierre Dac et Fernand Rauzena.
Il est souvent à partir des années 1970, à la fin de sa vie, dans la vallée de l'Ouche en Bourgogne dans le village de La Bussière-sur-Ouche où il passe du temps avec sa compagne Suzanne dans une petite maison.
Il a participé à de nombreux doublages et sera la voix française du Sergent Garcia dans Zorro (deux saisons, 78 épisodes).
Il est aussi la voix française de Stan Laurel du duo Laurel et Hardy. Avec Pierre Dac, il est l'auteur des sous-titres du film américain Hellzapoppin.

## Filmographie
- 1921 : L'Agonie des aigles de Dominique Bernard-Deschamps - Film tourné en deux époques -
- 1922 : L'Île sans nom de René Plaissetty : Valmont
- 1922 : Les Roquevillard de Julien Duvivier
- 1931 : Amour et Discipline de Jean Kemm : Denaux
- 1932 : Criminel de Jack Forrester
- 1934 : Bagnes d'enfants de Georges Gauthier
- 1934 : La main qui passe de Pierre Weill - court métrage, également le scénariste -
- 1938 : Le Prince Bouboule de Jacques Houssin
- 1939 : En correctionnelle de Marcel Aboulker - court métrage -
- 1940 : Les Surprises la radio de Marcel Aboulker - Lui-même
- 1941 : Opéra-Musette de René Lefèvre et Claude Renoir - Brindolier
- 1944 : La Bataille du rail de René Clément - Un cheminot
- 1945 : La Route du bagne ou Femmes pour Nouméa de Léon Mathot
- 1945 : Tant que je vivrai de Jacques de Baroncelli
- 1946 : Gringalet de André Berthomieu
- 1947 : Copie conforme de Jean Dréville - M. Péroni, l'acheteur de boutons
- 1947 : Dumbo (doublage français)
- 1948 : D'homme à hommes de Christian-Jaque - Le cocher Piémontais
- 1948 : Fandango de Emil-Edwin Reinert - M. Carlo
- 1949 : Tous les chemins mènent à Rome de Jean Boyer - Le cambrioleur
- 1949 : Manèges de Yves Allégret - Le chef des girls
- 1949 : Singoalla de Christian-Jaque
- 1949 : Les Bruits de Fernand Rauzena - court métrage -
- 1949 : Silence pour les bruits de Paul de Roubaix - court métrage, également le scénariste -
- 1950 : Les Joyeux Pélerins de Alfred Pasquali - Le commissaire
- 1950 : Ma pomme de Marc-Gilbert Sauvajon - Le maestro
- 1950 : Le Traqué de Boris Lewin et Franck Tuttle - Un agent
- 1950 : Gunman in the street de Franck Tuttle - version américaine du film précédent -
- 1951 : Barbe-Bleue de Christian-Jaque - Giuseppe
- 1952 : L'Appel du destin de Georges Lacombe - M. Torquato
- 1952 : Rue de l'Estrapade de Jacques Becker - Simon, le mécanicien auto
- 1955 : La Madone des sleepings de Henri Diamant-Berger - Le Queledec
- 1955 : Ces sacrées vacances de Robert Vernay
- 1955 : Plus de whisky pour Callaghan de Willy Rozier - Gonzalès
- 1956 : Alerte au deuxième bureau de Jean Stelli
- 1957 : Nathalie de Christian-Jaque - Géo, un ami de Coco
- 1957 : Un homme se penche sur son passé de Willy Rozier
- 1958 : Madame et son auto de Robert Vernay - Luigi
- 1958 : Prisonniers de la brousse de Willy Rozier
- 1959 : Business de Maurice Boutel
- 1959 : Interpol contre X de Maurice Boutel - Le commissaire Masson
- 1960 : Première Brigade criminelle de Maurice Boutel
- 1962 : Le Roi des montagnes de Willy Rozier
- 1962 : Venise des quatre saisons de Madeleine Gallais - court métrage, seulement la narration -

- Fernand Rauzena et Pierre Dac sont les auteurs des sous-titres français du film Hellzapoppin réalisé par H.C. Potter en 1941.

## Doublage

### Cinéma

#### Films
- 1940 : Le Signe de Zorro : le propriétaire (Frank Puglia)
- 1941 : Qu'elle était verte ma vallée : Dr. Richards (Frederick Worlock)
- 1945 : La Maison du docteur Edwardes : le détective de l'hotel (Bill Goodwin)
- 1946 : La vie est belle : Giuseppe Martini (William Edmunds)
- 1947 : Les Passagers de la nuit : Sam, le chauffeur de taxi (Tom D'Andrea)
- 1948 : La Chartreuse de Parme : le comte, mari de La Fausta (Nerio Bernardi)
- 1950 : Mon cow-boy adoré : Orvie (Andy Devine)
- 1952 : Le Quatrième Homme : Tomaso (Mario Siletti)
- 1952 : Miracle à Tunis : le directeur de l'hôtel (Mario Siletti)
- 1953 : Le Port de la drogue : le capitaine Dan Tiger (Murvyn Vye)
- 1953 : Vacances romaines : le logeur (Claudio Ermelli)
- 1954 : La Comtesse aux pieds nus : Oscar Muldoon (Edmond O'Brien)
- 1956 : La Loi du Seigneur : Le responsable du stand de tir (Earle Hodgins)
- 1956 : Le Petit Vagabond : Martín, le sacristain (Mariano Azaña)
- 1956 : Le Tour du monde en quatre-vingts jours : Le colonel Proctor Stamp (John Carradine)
- 1957 : Violence dans la vallée  (The Tall Stranger) de Thomas Carr  : Pagones (Robert Foulk)
- 1958 : Les Grands Espaces : Ramón Guiteras (Alfonso Bedoya)
- 1958 : Tueurs de feux à Maracaibo : Milt Karger (Joe E. Ross)
- 1959 : Le Journal d'Anne Frank : M. Hans Van Daan (Lou Jacobi)
- 1960 : Coulez le Bismarck ! : Matelot (Victor Maddern)
- 1960 : Alamo : Juan Seguin (Joseph Calleia)
- 1960 : L'Auberge du Cheval-Blanc : le portier de l'hôtel (Fritz Heller)
- 1961 : Milliardaire pour un jour : Big Mike (Mike Mazurki)
- 1962 : L'Homme qui aimait la guerre : le chauffeur de Taxi (Fred Griffiths)
- 1963 : Le Lys des champs : Juan (Stanley Adams)
- 1963 : Un monde fou, fou, fou, fou : Tyler Fitzgerald (Jim Backus)
- 1963 : Oui ou non avant le mariage ? : le maître d'hôtel (George de Normand)
- 1964 : Séduite et Abandonnée : Don Vincenzo Ascalone (Saro Urzì)
- 1964 : Zoulou : Hughes (Larry Taylor)
- 1965 : Chère Brigitte : Christopher Argyle (Jesse White)
- 1966 : Madame X : L'hôtelier (Rodolfo Hoyos Jr.)
- 1966 : Passeport pour l'oubli : Alfonse Farouk (Eric Pohlmann)
- 1968 : Shalako : Buffalo (Donald Barry)
- 1968 : Chitty Chitty Bang Bang : Cyril (Arthur Mullard)

#### Films d'animation
- 1940 : Pinocchio : Stromboli (1er doublage, 1946)
- 1941 : Dumbo : Monsieur Loyal (1er doublage, 1947)
- 1944 : Les Trois Caballeros : le narrateur l'« histoire du Gauchito volant » (1er doublage, 1948)
- 1961 : Les 101 Dalmatiens : le capitaine
- 1970 : Les Aristochats : le laitier

### Télévision

#### Séries télévisées
- 1957-1961 : Zorro : le sergent Demetrio López García (Henry Calvin)

#### Séries d'animation
- 1971 : Oum le dauphin blanc : Patrick

## Publications
- C'est ma tournée, édition de Flore, 1950.
- Dans les mains du serpent, édition André Martel, 1952.